# Tastulanjärvi
Tastulanjärvi är en sjö i kommunen Kaustby i landskapet Mellersta Österbotten i Finland. Arean är 36 hektar och strandlinjen är 2,59 kilometer lång. Sjön  ingår i Perho å huvudavrinningsområde.   Den ligger omkring 39 kilometer sydöst om Karleby och omkring 380 kilometer norr om Helsingfors. 